# Marc Mahieu
Marc, André, Achiel, Corneel Mahieu (Klerken, 23 juli 1934 - Poperinge, 11 juni 1998) was een Belgisch volksvertegenwoordiger en burgemeester.

## Levensloop
Mahieu was licentiaat in de rechten en in de criminologie, alsook in het verzekeringsrecht. Hij vestigde zich als advocaat in Poperinge.
Tijdens zijn studies was hij secretaris en ondervoorzitter van het Liberaal Vlaams Studentenverbond.
In de lokale politiek werd hij eerst van 1977 tot 1982 voorzitter van het Poperingse OCMW. Hij werd van 1965 tot 1967 en vanaf 1976 gemeenteraadslid en was burgemeester van de stad Poperinge van 1 januari 1983 tot eind 1994. Hij was ook van 1985 tot 1987 provincieraadslid van West-Vlaanderen.
Van 1987 tot 1991 was hij als verkozene voor de PVV lid van de Kamer van volksvertegenwoordigers voor het arrondissement Ieper. In de periode februari 1988-november 1991 had hij als gevolg van het toen bestaande dubbelmandaat ook zitting in de Vlaamse Raad. De Vlaamse Raad was vanaf 21 oktober 1980 de opvolger van de Cultuurraad voor de Nederlandse Cultuurgemeenschap, die op 7 december 1971 werd geïnstalleerd, en was de voorloper van het huidige Vlaams Parlement.